# Hernandia sonora
Hernandia sonora är en tvåhjärtbladig växtart som beskrevs av Carl von Linné. Hernandia sonora ingår i släktet Hernandia och familjen Hernandiaceae. Inga underarter finns listade i Catalogue of Life.